# Niegocin (Wilkasy)
Niegocin – część wsi Wilkasy w Polsce, położony w województwie warmińsko-mazurskim, w powiecie giżyckim, w gminie Giżycko. Niegocin leży na brzegu jeziora o tej samej nazwie. 
W latach 1975–1998 Niegocin należał administracyjnie do województwa suwalskiego.